# 中山泰男
中山 泰男（なかやま やすお、1952年11月1日 - ）は、日本の経営者。セコム社長、会長を務めた。大阪府出身。

## 経歴・人物
1976年に東京大学法学部を卒業し、同年に日本銀行に入行。2007年にセコム常務に就任し、2016年5月に社長に就任。2019年6月に会長に就任。
2024年6月に特別顧問に就任。